# Semitono cromático
En música o en conservatorio, un semitono cromático es un intervalo de semitono entre dos notas del mismo nombre. Esas dos notas pueden ser una natural y la otra alterada, o también pueden estar alteradas las dos pero con alteraciones distintas. Por ejemplo, hay un semitono cromático entre Do y Do sostenido, entre Si y Si bemol, o entre Do sostenido y Do doble sostenido.